# Pelargonie
Pelargonie (Pelargonium) je rod jednoletých nebo vytrvalých rostlin, bylin až polokeřů nebo keřů obsahující asi 240–300 druhů zahrnutých v čeledi kakostovité (Geraniaceae), které lze nalézt většinou v tropických a subtropických oblastech, především v jižní Africe. Pelargonie je používána jako okrasná květina, ale také ve voňavkářství, jako léčivá a barvířská rostlina, či k ochucení pokrmů.

## Popis
Kmínky nebo stonky ztlustlé, ochlupené nebo drobně pýřité, často lepkavé. Listy vstřícné nebo střídavé, vonné, obvykle dlanité. Květenství sestavené v nepravý okolík či okoličnatý vrcholík.[zdroj?]

## EPPO kód
1PELG

## Synonyma

### České názvy
- čapí nůsek[3]
- čapí nos[4]
- muškát

## Historie
První pěstovaný druh pelargonie byla Pelargonium triste, původem z Jižní Afriky. Byla zřejmě určena pro botanickou zahradu v Leidenu a přivezena v roce 1600 na lodi. V roce 1631, anglický zahradník, John Tradescant, koupil semena od René Morina v Paříži a přivezl rostlinu do Anglie. Název Pelargonium použil Johannes Burman v roce 1738, z řečtiny πελαργός, pelargós, čáp, protože část květiny vypadá jako čapí zobák.[zdroj?]

## Použití

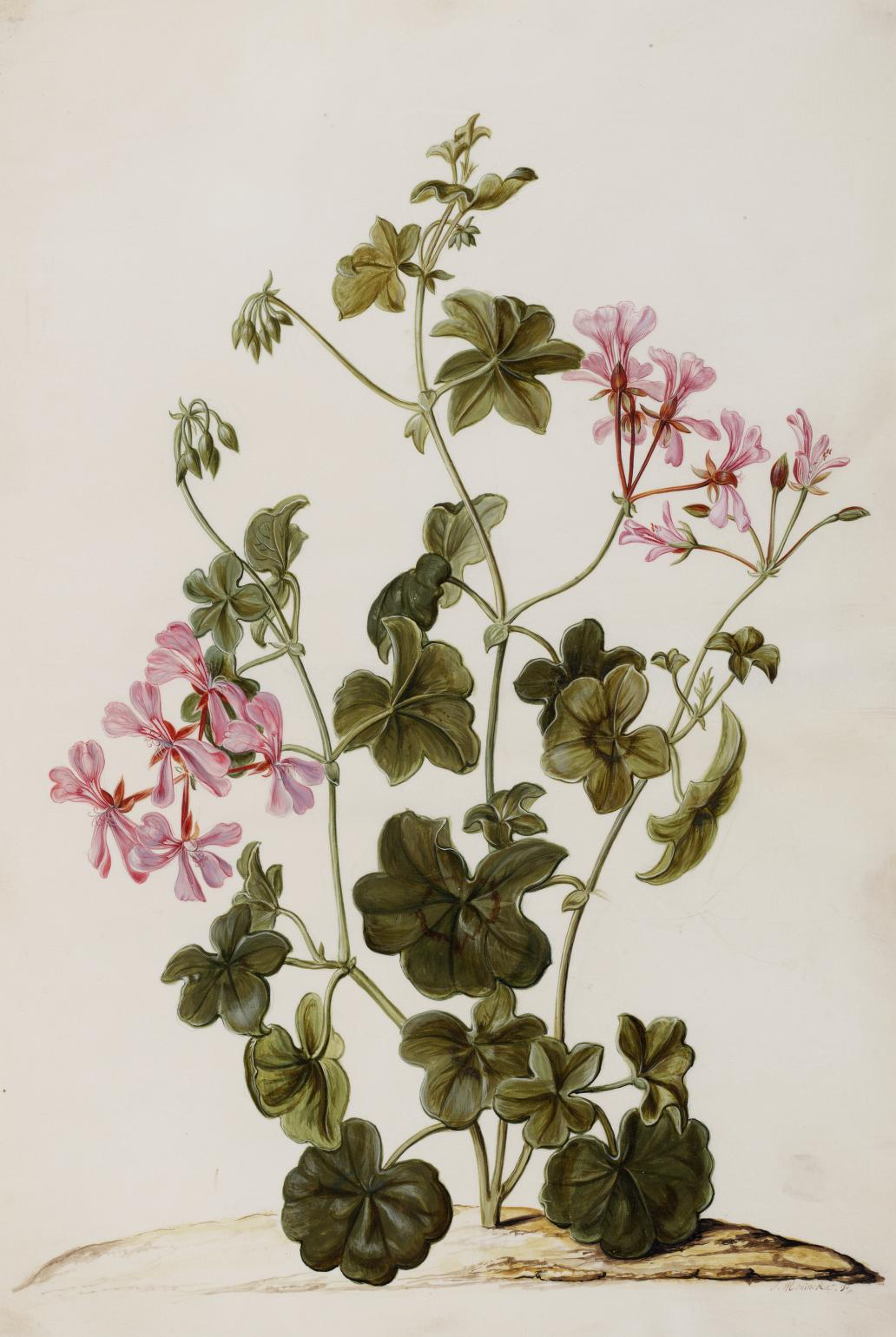
Pelargonium peltatum L.

V Česku jsou jako okrasné rostliny převážně pěstovány křížence a kultivary pelargonie páskaté (Pelargonium zonale) tvořící nápadná barevná kulovitá květenství, vzácněji kultivary pelargonie velkokvěté (Pelargonium grandiflorum) zvané též „anglický muškát“ a kultivary pelargonie štítnaté (Pelargonium peltatum) známé také jako „převislé muškáty“. 
Kříženci pelargonie páskaté (P.zonale) jsou v jiných zemích označovány Pelargonium × hortorum (-„pelargonie zahradní“) nebo „Pelargonium Zonal Group“. Pelargonie (P.zonale) byly v ČR velmi často pěstovány za okny vesnických domků, byly téměř nezbytnou ozdobou. Méně často jsou pelargonie pěstovány na záhonech jako výrazný doplněk letničkových výsadeb. V druhé polovině dvacátého století byly pelargonie široce oblíbeny jako balkonová rostlina ve většině bytů panelových domů. Oba druhy nejpěstovanější pelargonie nesnáší zimní chladna a při přezimování v podmínkách domácností obvykle dlouhodobě nevydrží. Lze je přezimovat pouze v chladných světlých mrazuprostých místnostech (sklenících, oranžeriích). Vzhledem k ceně a chorobám pelargonie často nahrazují levnější letničky nebo odolnější a bohatě kvetoucí surfinie.[zdroj?]
Někdy jsou rostliny rodu pelargonie v domácnostech pěstovány jako léčivo nebo odpuzovač hmyzu.
Některé druhy pelargonií, jako například  P. graveolens hrají důležitou roli při výrobě vůní. Existují pelargonie, které voní po citrusech, mátě, nebo různém ovoci, druhy s růžovou vůní obsahující geraniol jsou komerčně nejvíce důležité.[zdroj?]

## Pěstování

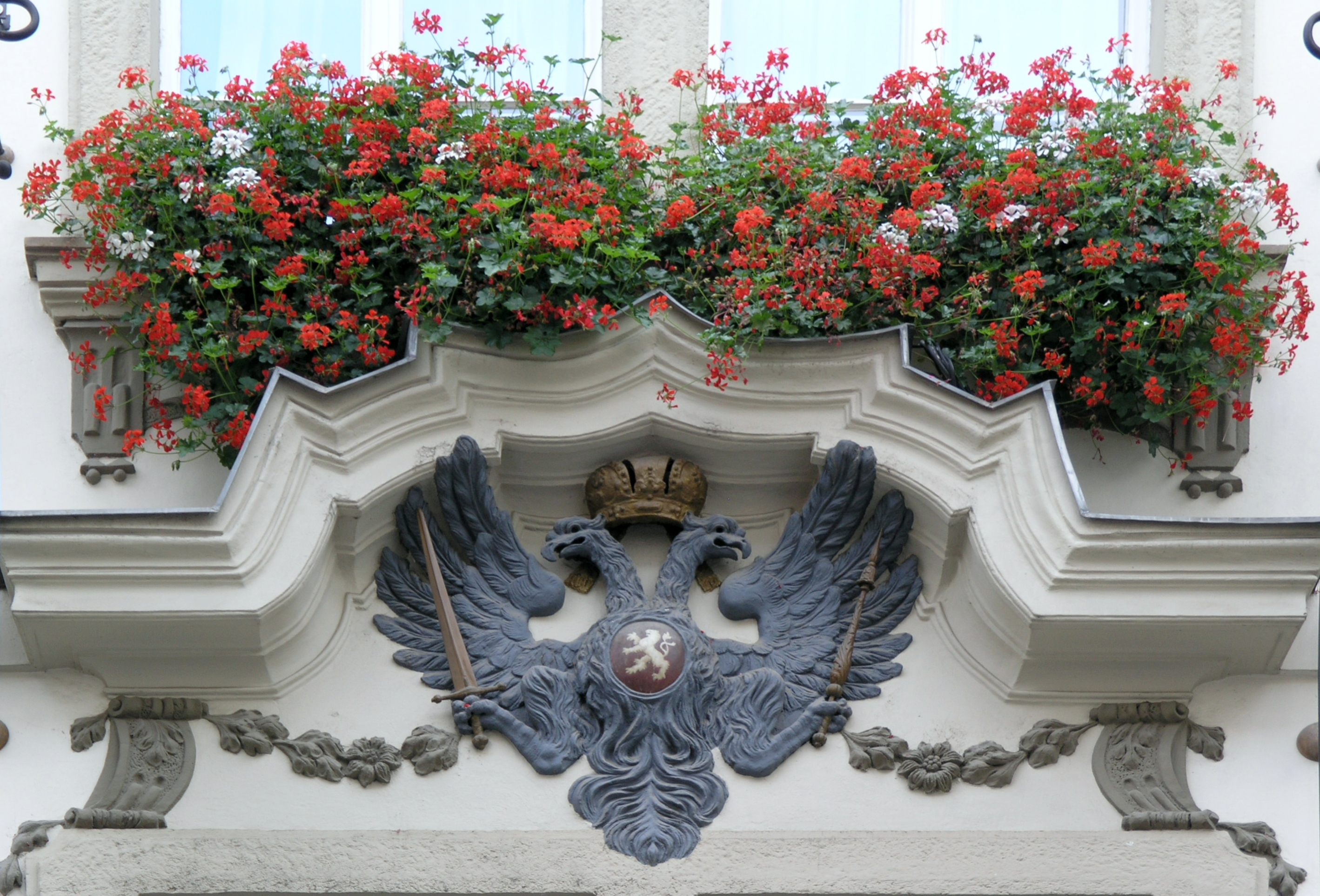
Převislé pelargonie, Praha, Malá Strana

Muškát je víceletá rostlina. Množí se řízkováním, které bývá často prováděno v srpnu nebo běžně i červenci až říjnu , ale také úspěšně v předjaří (únor-březen). Vzácněji se pelargonie množí také semeny, výsevem v prosinci. Během pěstování je třeba rostliny přiměřeně zalévat a přihnojovat. Pěstované druhy pelargonie kvetou obvykle od května do září, avšak některé druhy kvetou celý rok. Muškáty trpí mnoha chorobami, především virózami a houbovými chorobami ale zcela běžné je i napadení škůdci a fyziologické choroby z nedostatku živin. Na jaře a na podzim mohou namrzat, v létě někdy trpí úpalem a suchem nebo přelitím.[zdroj?]

### Stanoviště
Pěstované pelargonie obvykle preferují slunečné nebo světlé místo, nicméně například Pelargonium grandiflorum slunečné místo, nebo přímé slunce vyloženě nesnáší, avšak preferuje světlé stanoviště. K přezimování je vhodná světlá mrazuprostá místnost. Půdy mají být živné, humózní a spíše propustné, pelargonie nesnáší přemokření.

### Teploty
Pěstované pelargonie obvykle preferují během vegetace teploty okolo 20 °C ačkoliv snášejí bez i vyšší teploty. Výjimkou je například Pelargonium grandiflorum, které potřebuje teploty kolem 10 °C. Vlivem náhlého přechodu do chladu pelargoniím mohou někdy zčervenat listy, nebo listy zvadnou a zcela opadají. Pelargonie nesmí namrznout, i lehký mrazík rostliny značně poškodí. Proto je třeba je v polovině května (tří zmrzlí muži – Servác, Pankrác a Bonifác) sledovat teploty a skrývat, nebo chránit výsadby před mrazem, nebo rostliny raději vysadit až po „zmrzlých“.[zdroj?]

### Hnojení
V prodeji jsou specializované přípravky, lze ale použít běžné komplexní hnojiva. Je vhodné přihnojovat hnojivy s obsahem fosforu. Přihnojování hnojivy s obsahem draslíku (síran draselná, draselná sůl) v září a říjnu je vhodné jako příprava na přezimování.[zdroj?]

## Přezimování
Jednoletá rostlina nekvete tak bohatě, jak víceletá pelargonie. K přezimování běžně pěstovaných druhů pelargonie je vhodné zvolit teploty 12 až 15 °C. Ideální teploty pro přezimování Pelargonium grandiflorum jsou 8–10 °C. Koncem srpna je vhodné ukončit používání hnojiv s obsahem dusíku a omezit zálivku.

## Druhy
Některé druhy:

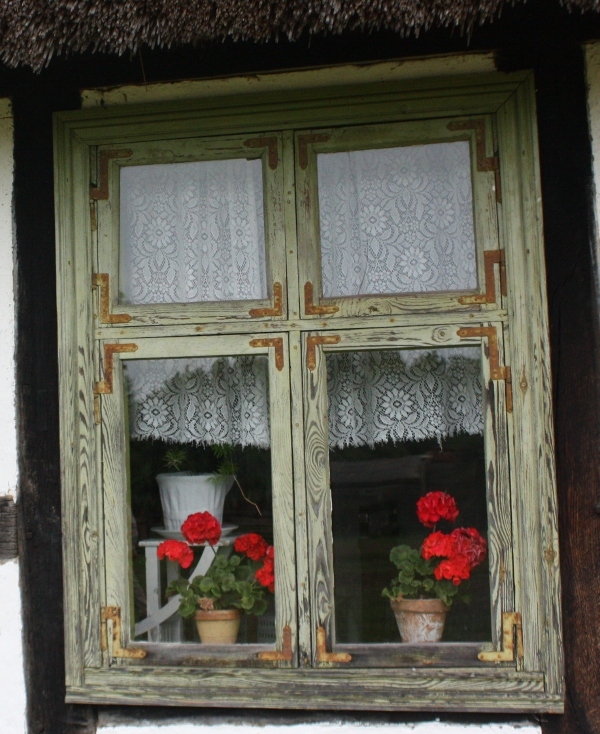
Pelargonium zonale

- Pelargonium angustifolium L'Hér. ex Harv. & Sond.
- Pelargonium graveolens L'Hér.
- Pelargonium cotyledonis (L.) L'Hér.
- Pelargonium citrosum Voigt ex Sprague
- Pelargonium hortorum L.H.Bailey
- Pelargonium nobile Dum.Cours.
- Pelargonium odoratissimum Sol.
- Pelargonium pedunculare Dehnh.
- Pelargonium radens H.E.Moore
- Pelargonium scabrum Hort. ex Hoffmanns.
- Pelargonium sericeum E.Mey. ex Harv. & Sond.
- Pelargonium × tussilaginifolium Tratt.
- Pelargonium tripalmatum E.M.Marais
- Pelargonium triste (L.) L'Hér.
- Pelargonium wonchiense Vorster & M.G.Gilbert
- Pelargonium xerophyton Schltr. ex R.Knuth
- Pelargonium zeyherianum Dehnh.
- Pelargonium zonale L'Hér.

## Choroby a škůdci
- Agrobacterium tumefaciens
- Pseudomonas syringae
- Ralstonia solanacearum
- Xanthomonas campestris
- Pythium
- hlízenka hlíznatá	(Sclerotinia sclerotiorum)
- Rhizoctonia
- Peronospora conglomerata
- Fusariové vadnutí , srpovnička (Fusarium)
- Glomerella cingulata
- kropidlák Aspergillus fischerianus
- Diaporthe rudis
- Botryosporium pulchrum
- Alternaria alternata
- Cercospora brunkii
- Bipolaris setariae
- Cochliobolus setariae
- Bipolaris maydis
- Cochliobolus heterostrophus
- Ascochyta
- Discohainesia oenotherae
- Pleosphaerulina
- Colletotrichum gloeosporioides
- Glomerella cingulata
- Phyllosticta spp.
- Cylindrocladium scoparium
- Calonectria kyotensis
- Phytophthora spp.
- padlí obecné Erysiphe communis
- Rhizoctonia solani
- rez Puccinia pelargonii-zonalis
- Verticiliové vadnutí způsobené přeslenatka běločerná, (V. albo-atrum) nebo Verticillium dahliae

## Galerie

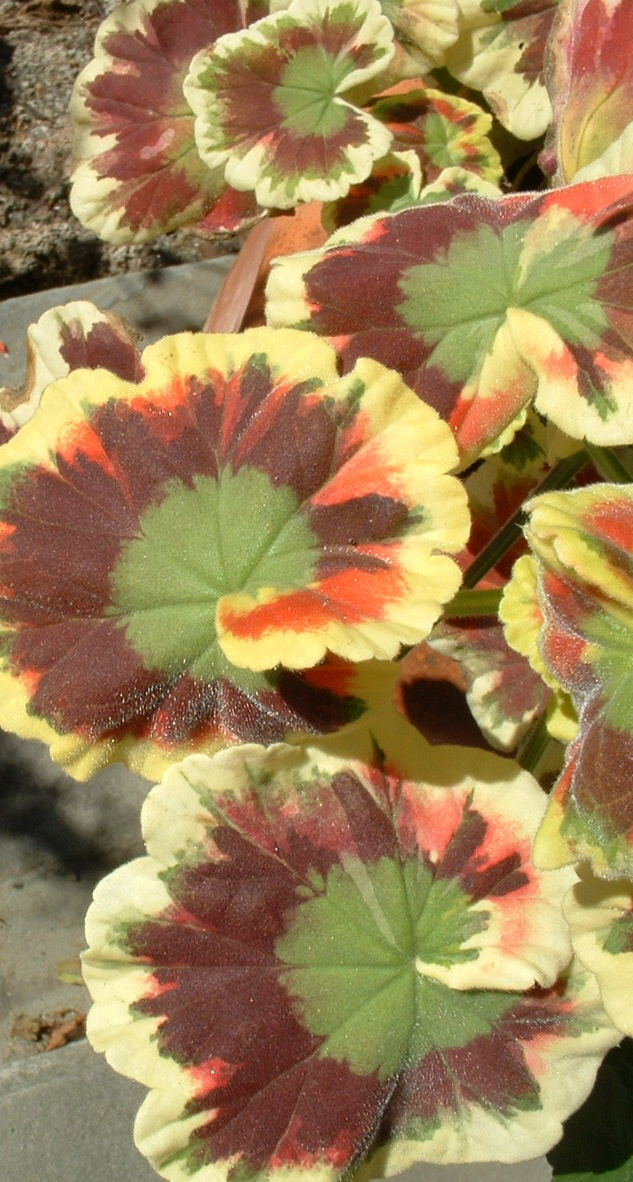
Pestrolistý kultivar
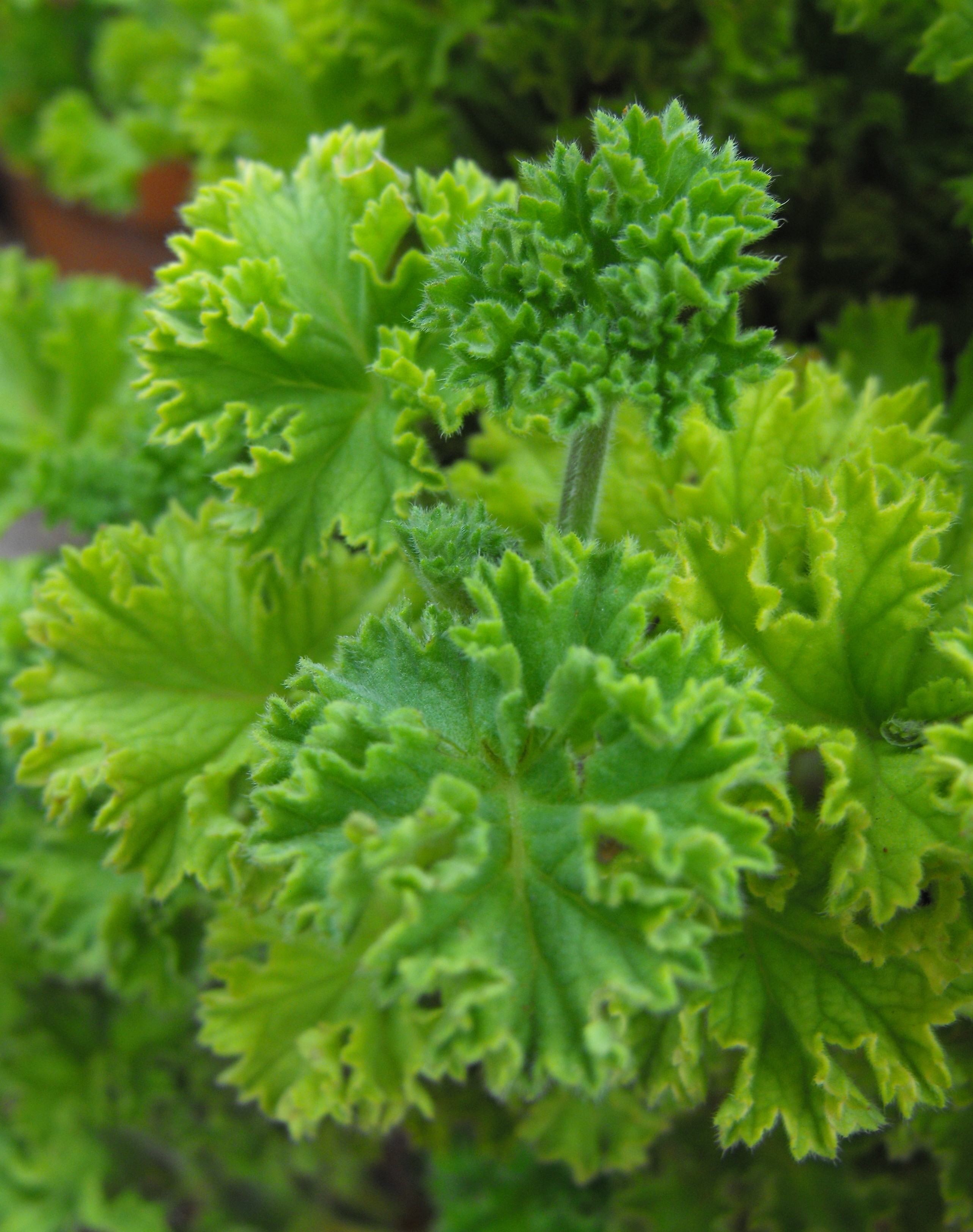
Pelargonie s vonnými listy
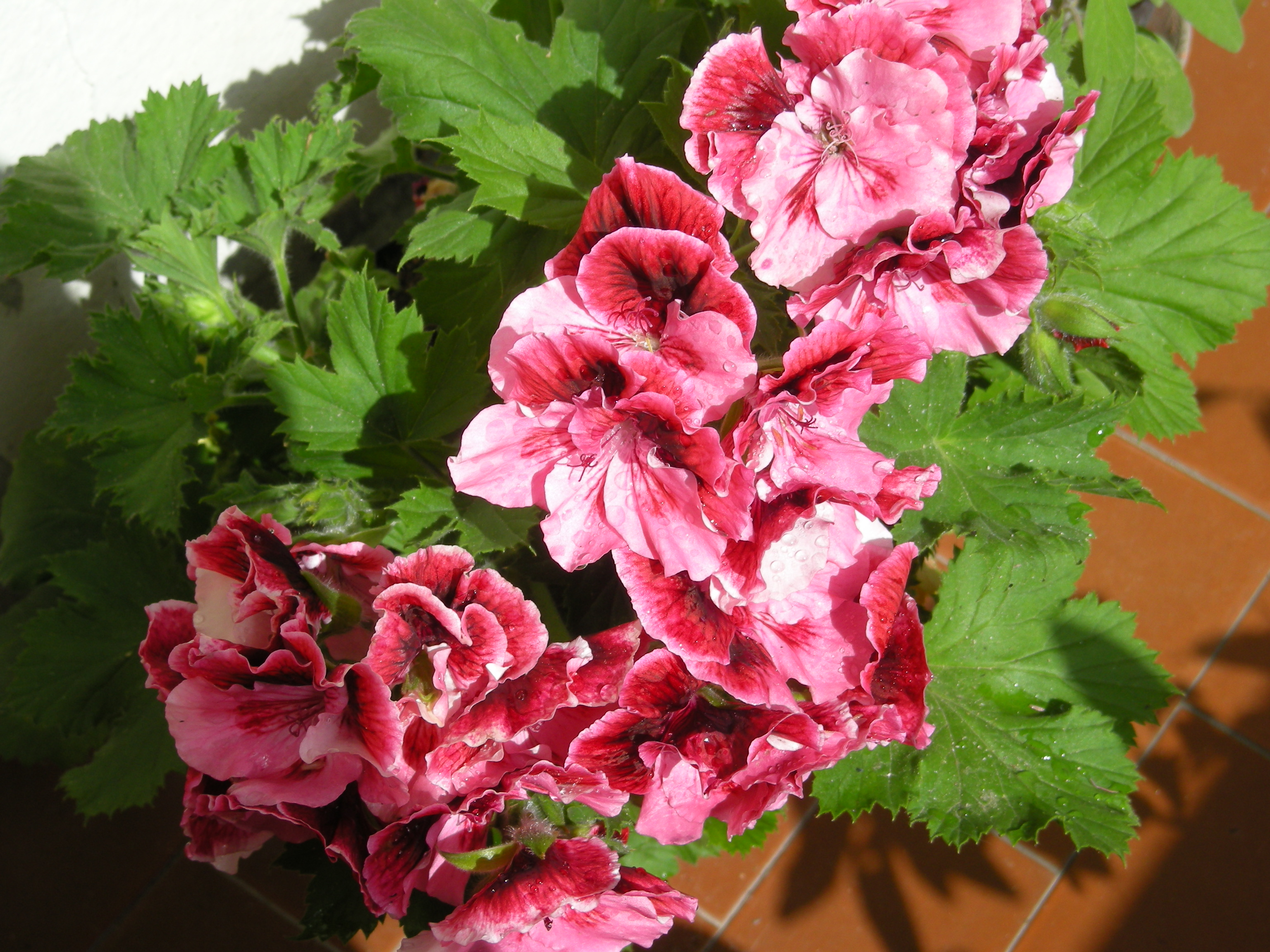
Pelargonium grandiflorum – „anglická“ pelargonie (tzv. angličák)
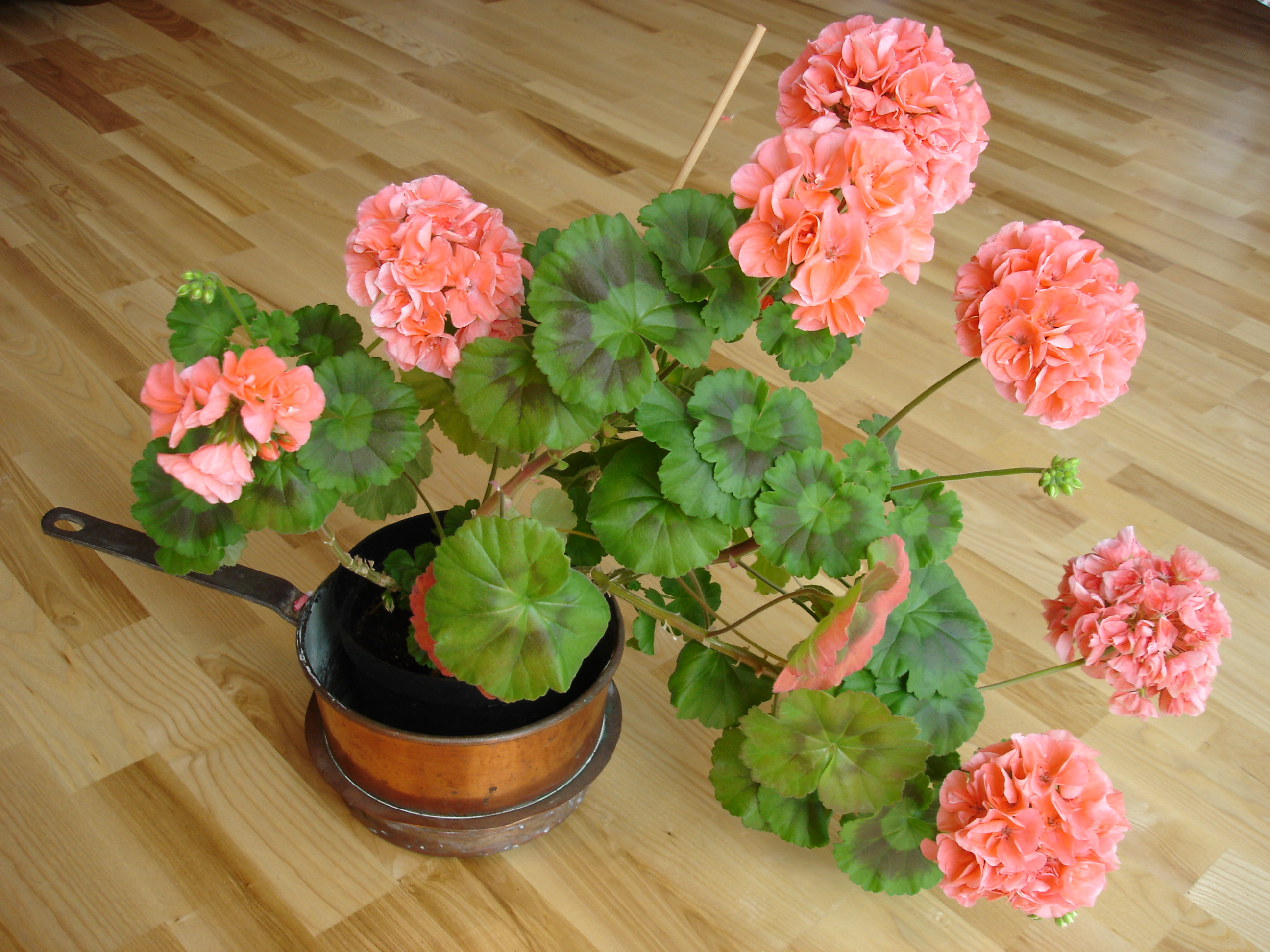
Pelargonium zonale
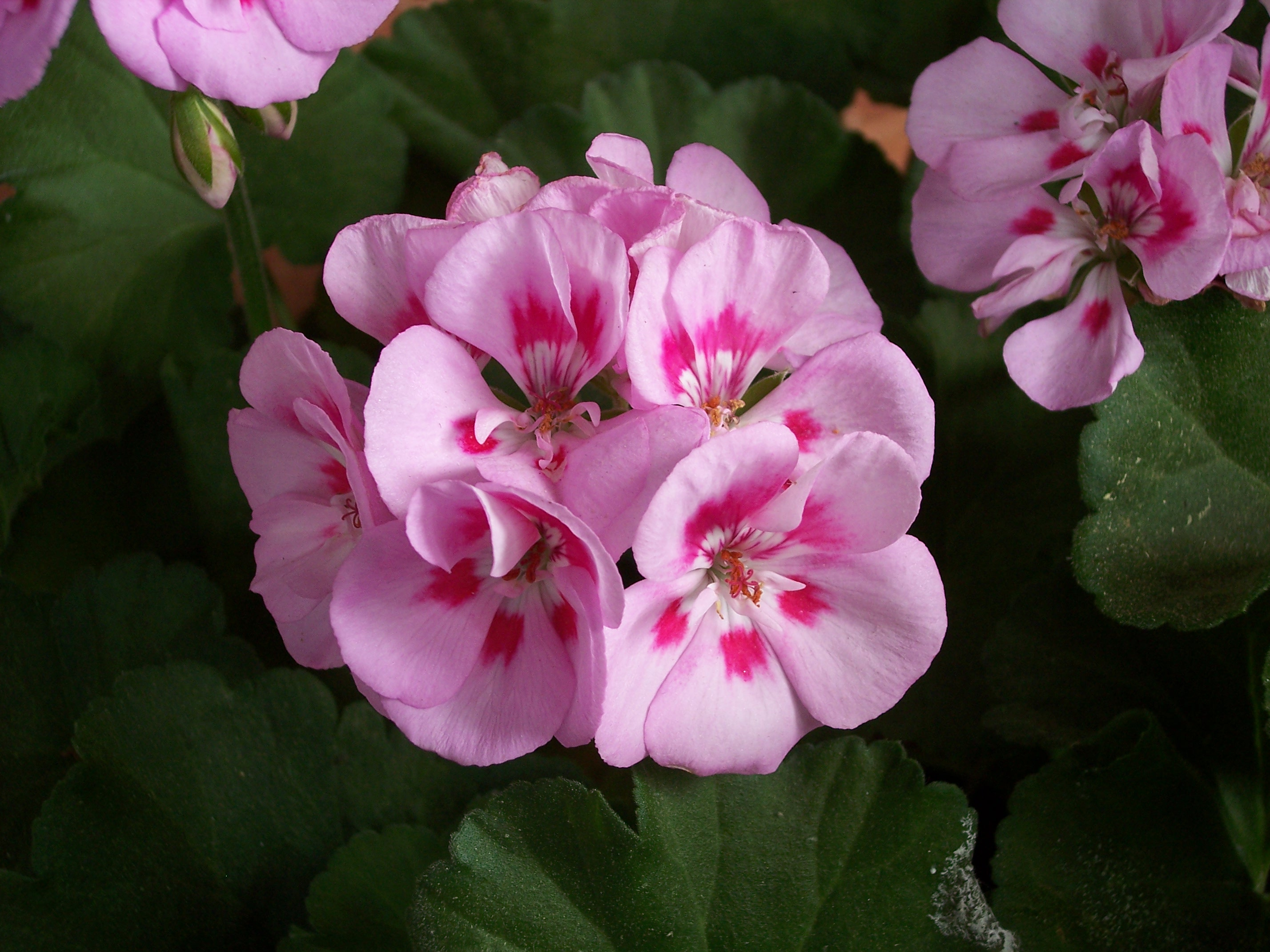
P. × hortorum
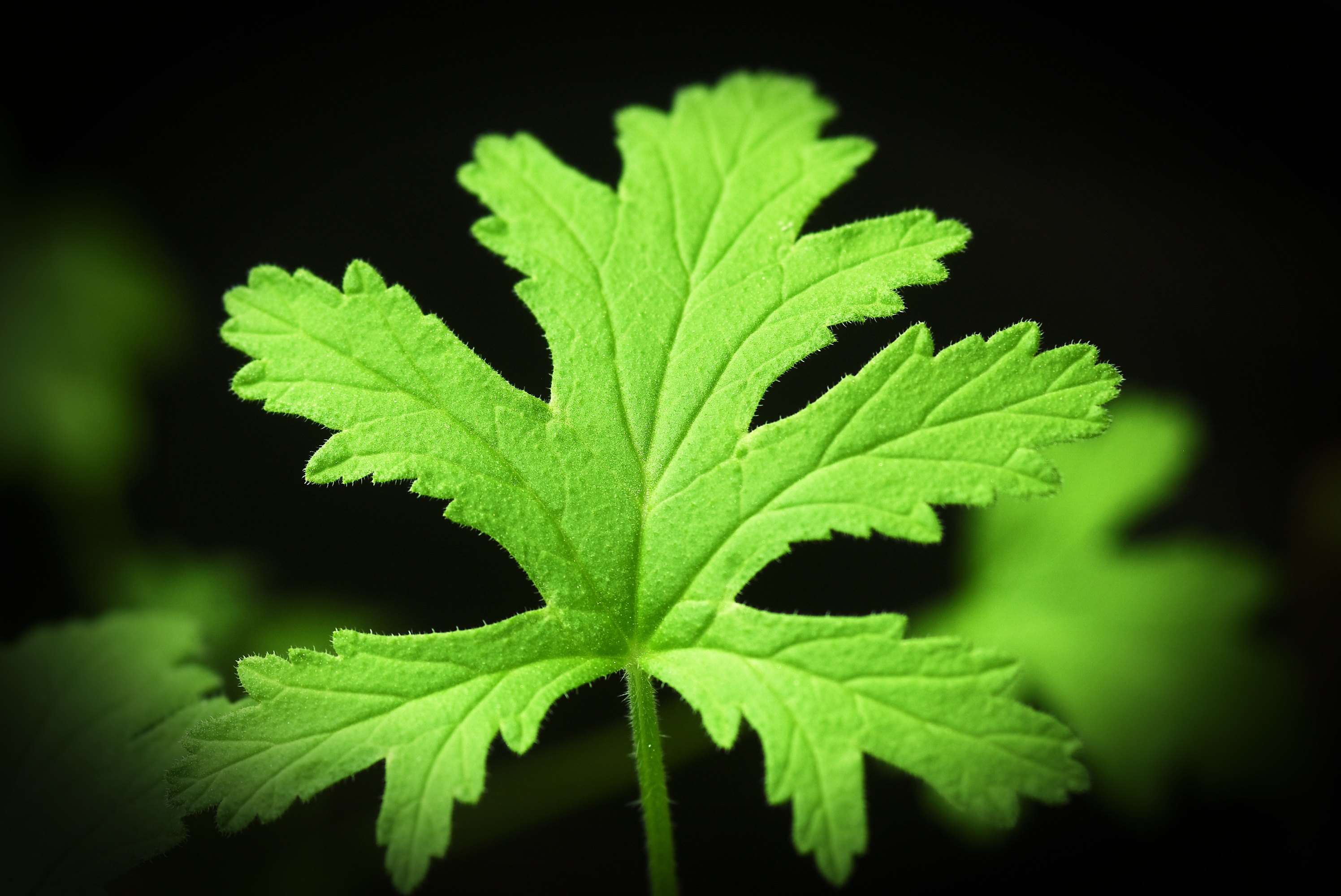
Pelargonium odoratissimum – detail listu